# Ferrovia Montevecchio Sciria-San Gavino Monreale
La ferrovia Montevecchio Sciria-San Gavino Monreale era una ferrovia mineraria a scartamento ridotto che, in Sardegna, univa il compendio minerario di Guspini a San Gavino Monreale ed alla Dorsale Sarda.

## Storia

Treno in sosta nella stazione capolinea di San Gavino Monreale, confinante con il vecchio scalo FS del centro monregalese lungo la Cagliari-Golfo Aranci

Nel 1871 era stata realizzata la tratta della Compagnia Reale delle Ferrovie Sarde da San Gavino a Villasor, già collegata con Cagliari, perciò si presentò l'opportunità di un collegamento ferroviario fra le miniere ed il capoluogo per la distribuzione della blenda, allora indirizzata via nave a Porto Marghera. Nel 1873 la Società delle Miniere di Montevecchio iniziò la costruzione di questa linea privata a scartamento ridotto (di 1,05 m), terminata nel 1878 ed entrata in servizio il 15 novembre dello stesso anno. Era lunga 18,2 km ed era costata complessivamente circa un milione e mezzo di lire.
La linea fu posta sotto sequestro conservativo il 1º dicembre 1932, su azione dei sindacati fascisti, a causa del mancato o irregolare pagamento delle retribuzioni degli operai minerari; successivamente la società delle miniere fu acquisita dalla Montecatini-Monteponi.
La linea fu dismessa il 30 marzo 1958 per sopravvenuta antieconomicità della sua gestione. I materiali furono riutilizzati in miniera.